# Niederthalheim
Niederthalheim ist eine Gemeinde in Oberösterreich im Bezirk Vöcklabruck im Hausruckviertel mit 1147 Einwohnern (Stand 1. Jänner 2024). Die Gemeinde liegt im Gerichtsbezirk Vöcklabruck.

## Geografie
Niederthalheim liegt auf 431 m Höhe im Hausruckviertel. Die Ausdehnung beträgt von Nord nach Süd 6,4 km, von West nach Ost 5,5 km. Die Gemeinde ist rund 15 Quadratkilometer groß, achtzig Prozent der Fläche werden landwirtschaftlich genutzt und elf Prozent sind bewaldet. Das Gemeindegebiet wird von Nord nach Süd vom Kroißbach durchflossen.

### Ortsteile
Das Gemeindegebiet umfasst folgende Ortschaften (in Klammern Einwohnerzahl Stand 1. Jänner 2024):
- Albertsham (35)
- Bergham (15)
- Hainbach (23)
- Hehenberg (44)
- Iming (76)
- Kaiting (42)
- Koppl (6)
- Laah (18)
- Moos (16)
- Niederau (24)
- Niederthalheim (554)
- Oberau (41)
- Obersteindlberg (10)
- Öldenberg (10)
- Penetzdorf (36)
- Pengering (20)
- Rankar (42)
- Untersteindlberg (12)
- Viert (27)
- Weikharting (4)
- Windham (57)
- Wufing (35)

### Nachbargemeinden
|                      | Gaspoltshofen (GR)                          | Aichkirchen (WL) |
| Wolfsegg am Hausruck | Kompassrose, die auf Nachbargemeinden zeigt | Schlatt          |
| Atzbach              | Oberndorf bei Schwanenstadt                 |                  |

## Geschichte
Das Gebiet der Gemeinde Niederthalheim erlangte in der Römerzeit Bedeutung. Die Römerstraße von Tergolape (Schwanenstadt) nach Boiodurum (Passau) verlief über Atzbach, traf dann das Gemeindegebiet und führte über Rankar weiter nach Norden. Aus dieser Zeit fand man auch Münzen der Faustina Aniana, der Tochter des Kaisers Antoninus Pius.
Nach dem Abzug der Römer besiedelten Bajuwaren das Land. Das erkennt man an den mit -ing endenden Ortsnamen, wie zum Beispiel Iming, das 1384 Imechling, 1584 Imling, 1592 und 1660 Imbling genannt wurde.
Die erste urkundliche Erwähnung von Thalheim erfolgte im Jahr 927. Nach dieser Urkunde übergibt der Erzbischof Odalbert seinem Kämmerer Diotbald unter anderem „seinen Besitz in Talaheimon“. Um das Jahr 1000 gehörte Niederthalheim mit weiten Teilen des heutigen Oberösterreich und Salzburg zum Herzogtum Bayern, bis es 1139 mit der Markgrafschaft Österreich vereinigt wurde. Weitere urkundliche Nennungen gibt es aus der Zeit 1280 bis 1290 für Höhenperg (Hehenberg). Moos, Weikharting und Wufing werden um 1414 erwähnt. In diesem Jahr wird auch „Thalham“ ein Pfarrsprengel genannt.
Eine Beschreibung der Landgerichtsgrenzen findet sich in einem Urbar des Jahres 1660: „Von Oberndorf auf Niderholtzhamb, davon dem gerichteten Fahrtweg nach auf Thalhaimb gerad hinauf auf den Ebersberg, von dannen ans Ramkharr, allda die letzte Seul stehet, welche das Wartenburgische, Puechhaimbische und Starhembergische Landgericht schaidet …“
Im Jahr 1765 wurde der Pfarrhof errichtet und 1766 wurde Niederthalheim mit 17 Ortschaften, 163 Häusern und 850 Einwohnern zu einem selbstständigen Vikariat erhoben.
Nach den Franzosenkriegen teilte 1809 der Friede von Schönbrunn Niederthalheim. Der westliche Teil gehörte zu Bayern, der östliche zu Österreich. Beim Wiener Kongress 1814 erhielt Österreich wieder das ganze Inn- und Hausruckviertel zurück.
Als 1848 nach der Bauernbefreiung wurden 1850 die Katastralgemeinden geschaffen und 1850 Josef Payrhuber zum ersten Bürgermeister gewählt.
In Niederthalheim hatte die Mühlenwirtschaft einst eine große Bedeutung. Im Gemeindegebiet von Niederthalheim standen einst sieben Mühlen. Heute ist aber nur mehr eine in Betrieb. Es ist noch zu erwähnen, dass die Kohlebahn die abgebaute Kohle von 1854 bis 1965 vom Abbaugebiet Kohlgrube über Niederthalheim bis zum Bahnhof Breitenschützing transportierte, von wo der Weitertransport über die Westbahn erfolgt ist. Jahrzehntelang wurden auf der Kohlebahn auch Personen befördert. Es befanden sich auch zwei Haltestellen in der Gemeinde. Die Gemeinde war bis Ende 2004 Teil des Gerichtsbezirks Schwanenstadt und wurde per 1. Jänner 2005 Teil des Gerichtsbezirks Vöcklabruck.

## Kultur und Sehenswürdigkeiten

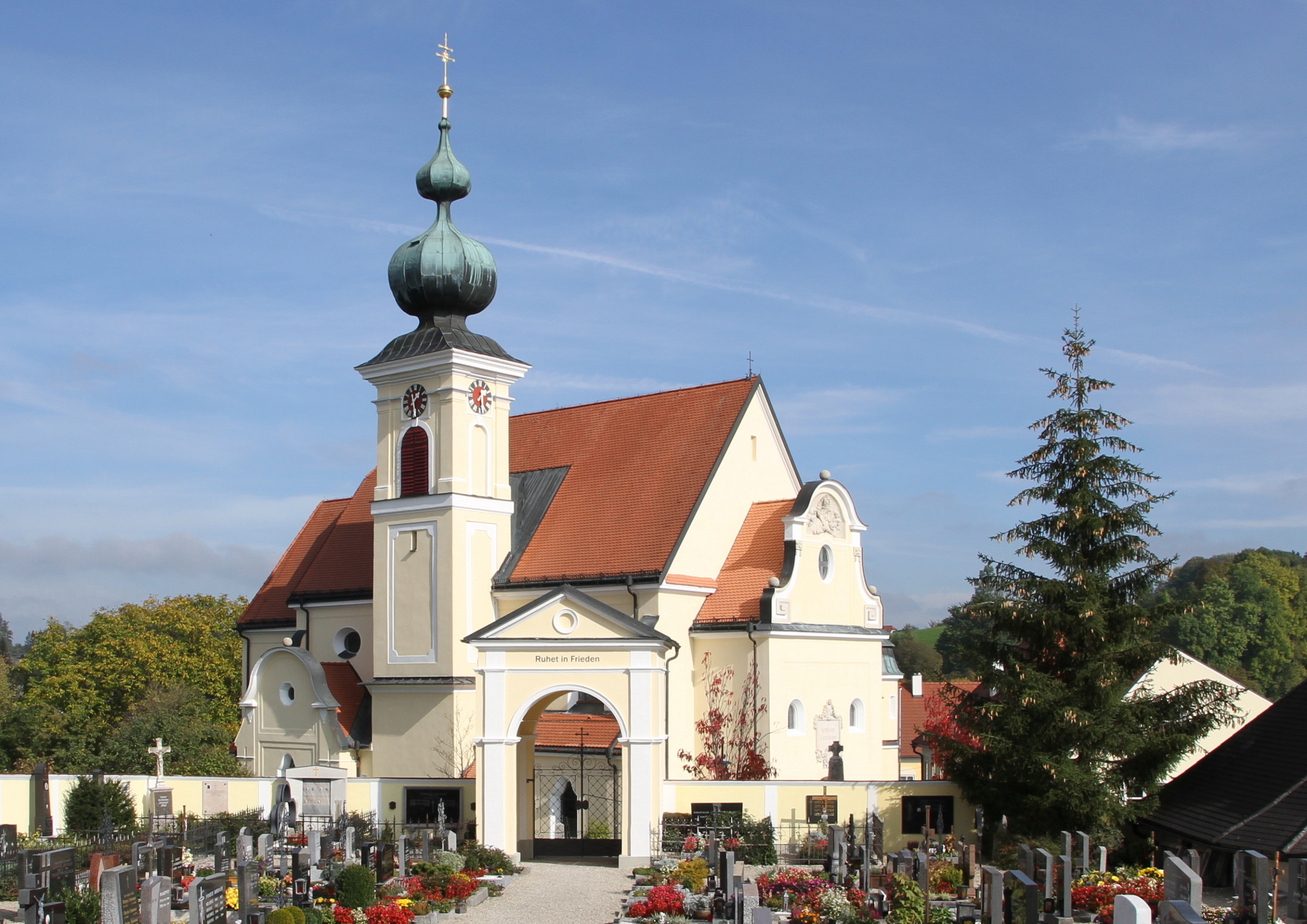
Pfarrkirche Niederthalheim

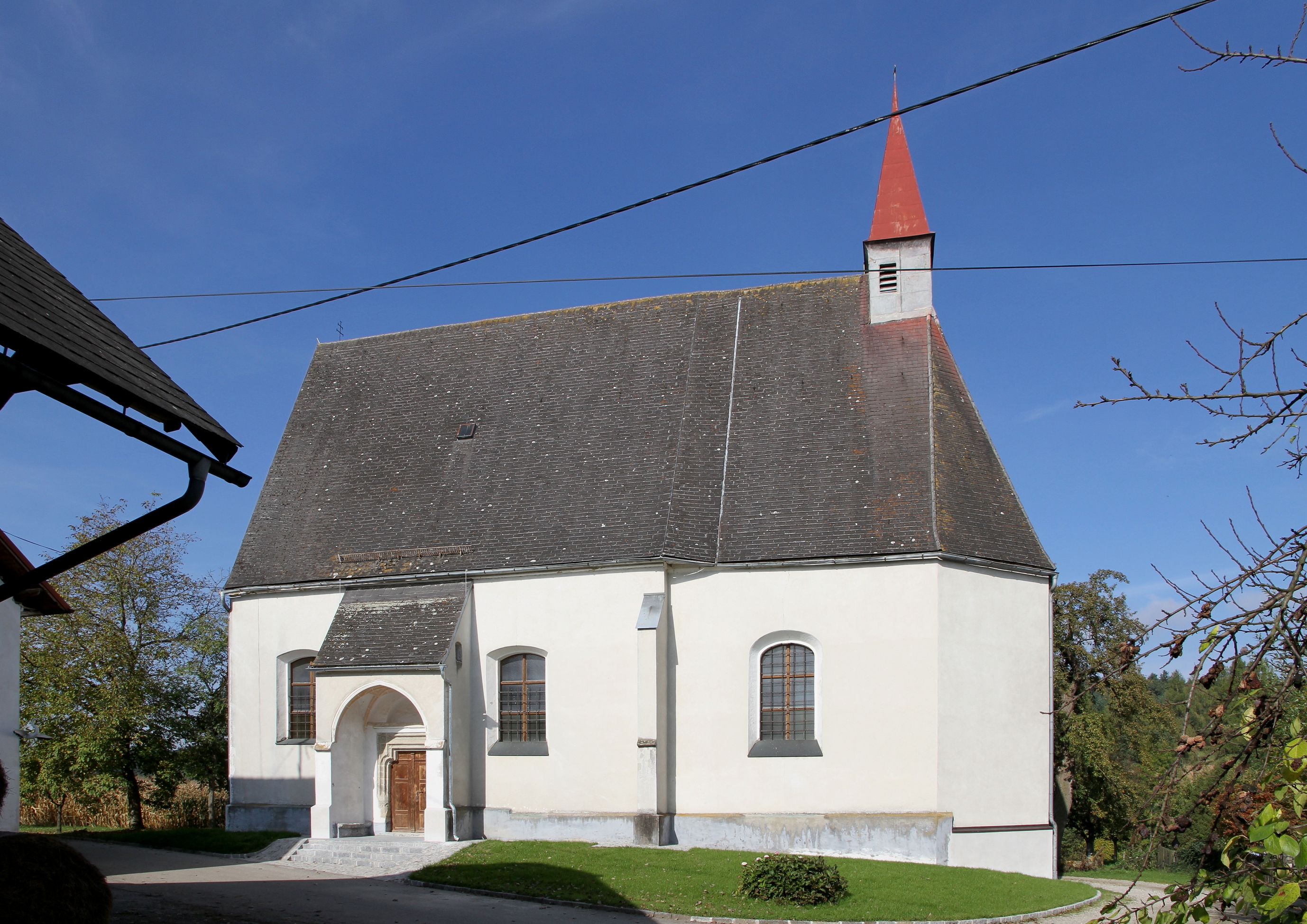
Kirche Hainbach

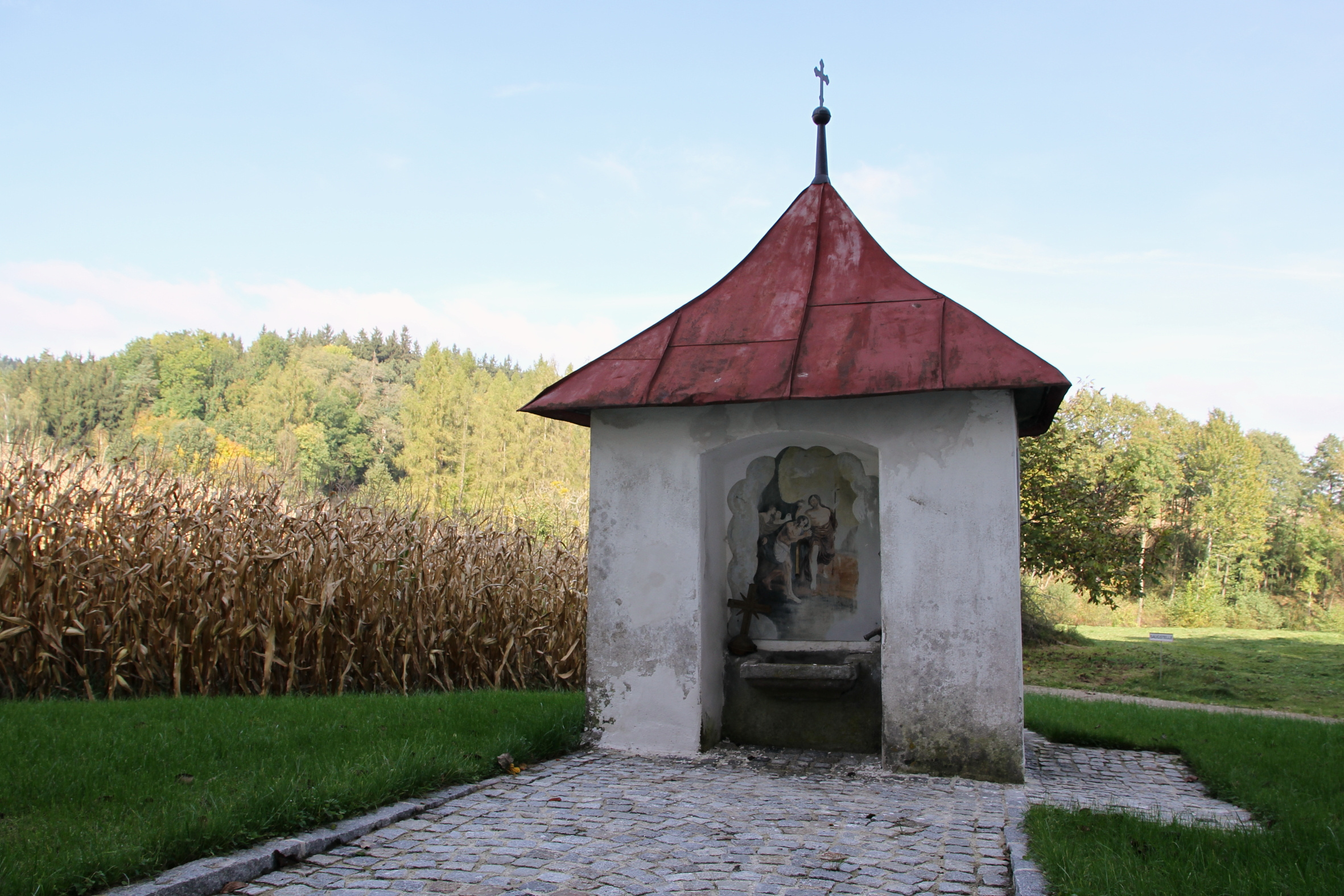
Brunnenhaus Hainbach

- Pfarrkirche Niederthalheim
- Kirche Hainbach

## Wirtschaft und Infrastruktur

### Wirtschaftssektoren
Niederthalheim ist eine landwirtschaftlich dominierte Gemeinde. Zwar nahm die Anzahl der landwirtschaftlichen Betriebe von 1999 bis 2010 von 75 auf 57 ab, die Anzahl der Beschäftigten stieg jedoch. Im Jahr 2010 wurden 31 Höfe im Haupt- und 26 im Nebenerwerb geführt. Die Haupterwerbsbetriebe bewirtschafteten mehr als drei Viertel der Flächen. Im Produktionssektor arbeitete mehr als die Hälfte der Erwerbstätigen im Bereich Herstellung von Waren. Die wichtigsten Arbeitgeber im Dienstleistungssektor war der Bereich soziale und öffentliche Dienste und der Handel.
| Wirtschaftssektor            | Anzahl Betriebe | Anzahl Betriebe | Erwerbstätige | Erwerbstätige |
| Wirtschaftssektor            | 2011            | 2001            | 2011          | 2001          |
| ---------------------------- | --------------- | --------------- | ------------- | ------------- |
| Land- und Forstwirtschaft 1) | 57              | 75              | 65            | 58            |
| Produktion                   | 17              | 10              | 76            | 66            |
| Dienstleistung               | 32              | 21              | 57            | 47            |

1) Betriebe mit Fläche in den Jahren 2010 und 1999

### Arbeitsmarkt, Pendeln
Von den rund 500 Erwerbstätigen, die 2011 in Niederthalheim lebten, arbeiteten weniger als dreißig Prozent in der Gemeinde, mehr als siebzig Prozent pendelten aus.

## Politik
Der Gemeinderat hat seit 2003 13 Mitglieder.
- Mit den Gemeinderats- und Bürgermeisterwahlen in Oberösterreich 1997 hatte der Gemeinderat folgende Verteilung: 9 ÖVP, 5 FPÖ, 4 SPÖ und 1 SONST.
- Mit den Gemeinderats- und Bürgermeisterwahlen in Oberösterreich 2003 hatte der Gemeinderat folgende Verteilung: 7 ÖVP, 4 SPÖ und 2 FPÖ.
- Mit den Gemeinderats- und Bürgermeisterwahlen in Oberösterreich 2009 hatte der Gemeinderat folgende Verteilung: 7 ÖVP, 4 FPÖ und 2 SPÖ.
- Mit den Gemeinderats- und Bürgermeisterwahlen in Oberösterreich 2015 hatte der Gemeinderat folgende Verteilung: 7 ÖVP, 5 FPÖ und 1 SPÖ.
- Mit den Gemeinderats- und Bürgermeisterwahlen in Oberösterreich 2021 hat der Gemeinderat folgende Verteilung: 8 ÖVP, 3 FPÖ, 1 SPÖ und 1 PIRAT.[8]

### Bürgermeister
Die Bürgermeister seit 1850 waren:
- 1850–1858 Joseph Payerhuber
- 1858–1861 Mathias Greifeneder
- 1861–1864 Sebastian Oberndorfer
- 1864–1867 Mathias Mittermaier
- 1867–1870 Simon Oberhumer
- 1870–1873 Anton Lechner
- 1873–1876 Josef Greifender
- 1876–1879 Mathias Watzinger
- 1879–1885 Mathias Bachmeier
- 1885–1894 Anton Greifender
- 1894–1897 Johann Pabst
- 1897–1900 Karl Eder
- 1900–1903 Karl Schmalwieser
- 1903–1906 Franz Ennser
- 1906–1909 Josef Watzinger
- 1909–1912 Franz Wagner
- 1912–1919 Franz Mayer
- 1919–1924 Alois Schick
- 1924–1929 Franz Bachmair
- 1929–1935 Franz Aigner
- 1935–1942 Johann Eder
- 1942–1945 Rudolf Schiller
- 1945–1949 Johann Eder
- 1949–1961 Matthias Ennser
- 1961–1973 Franz Weinberger
- 1973–1990 Josef Obermaier
- 1990–2002 Otto Greifeneder
- seit 2002 Johann Öhlinger (ÖVP)

### Wappen
Blasonierung: Erhöht geteilt; oben in Gold ein schwarzer, rot bewehrter und feuerspeiender Drache, unten in Grün ein goldenes Mühlrad. Die Gemeindefarben sind Grün-Gelb-Schwarz.
Der Drache im 1985 verliehenen Wappen weist auf das Pfarrpatrozinium der hl. Margareta hin, das bereits auf einem alten Gemeindestempel verwendete Mühlrad steht für die historische Bedeutung der Mühlenwirtschaft.

## Persönlichkeiten

### Söhne und Töchter der Gemeinde
- Gabi Burgstaller (* 1963), Juristin und Politikerin (SPÖ), von 2004 bis 2013 Landeshauptfrau von Salzburg